# 管理局
管理局多为政府具体办理行政事务的机构名称冠名方式之一，属于政府部门。本條目特指對指定地區擁有一定管理權的政府機構。

## 中華民國
管理局通常设置于特殊的风景名胜区或是地理位置特殊，须由省政府直接管辖之地区。在1949年以前國民政府在中国大陆上共有7个，分别为四川省北碚、江西省庐山、浙江省莫干山、湖北省鸡公山、河北省北戴河、甘肃省湟惠渠、山东省利廣霑棣垦区（即黃河口三角洲溼地，分屬於當時利津、廣饒、霑化、無棣四縣）；其中除四川省北碚外、其他幾個具备省政府派出機構的性質。1949年以後在台灣所設之管理局有1949年至1973年以臺北縣的士林、北投2鎮為轄區所成立之陽明山管理局（原稱「草山管理局」，今屬於台北市北投區及士林區）及1973年至1981年以臺中縣和平鄉梨山、平等2村為轄區所成立之梨山建設管理局（今屬於台中市和平區），承接管轄區內民政、戶政、地政、教育等業務，與縣市政府同級。

## 中華人民共和國
现行的中国大陆地区此类管理局多管辖主要旅游景区，不属于行政区划。多由省政府或所辖地级行政区成立并负责管理，并负责基础设施、财政税收的统筹安排。一种行政事务和财政税收直属省政府；另一种行政事务委托所属地级行政区管理，财政税收由省政府、和当地所属地级行政区分成；还有一种类型行政事务和财政税收全部由所属当地地级行政区负责管理。由于此类管理机构众多，无具体准确数。如陕西黄帝陵即成立有黄帝陵管理局，华山成立有华山管理局。
大陆在1980年代以后，由于旅游业的迅速发展，一方面此类管理机构增多，另一方面辖域宽广的此类机构转为县级行政区，如位于湖南的南岳衡山由当时的南岳管理局升为衡阳市辖的南岳区。但也有降为管理局的县级行政区，如江西省南昌市湾里管理局。